# Mpumalanga Black Aces Football Club
Il Mpumalanga Black Aces Football Club è stata una società di calcio sudafricana. Ha militato nella massima serie del campionato sudafricano.

## Storia
La squadra, fondata nel 1937, giocava le partite interne allo Mbombela Stadium di Nelspruit, ma la sede ufficiale del club era a Johannesburg.
Ha ottenuto la sua prima promozione nella massima serie nella stagione 2008/09.
Nel 2016 è stata acquisita e spostata a Città del Capo per rifondare i Cape Town City.

## Allenatori
- Sammy Troughton (2008–2009)
- Akīs Agiomamitīs (2009–2010)
- Neil Tovey (2010)
- Paul Dolezar (2010–2011)
- Mark Harrison (2011)
- Craig Rosslee (2011–2012)
- Clive Barker (2013–2015)

## Palmarès

### Competizioni nazionali
- MTN 8: 1

1980

## Rosa 2015-2016
| N. |                      | Ruolo | Calciatore          |
| -- | -------------------- | ----- | ------------------- |
| 1  | Sudafrica (bandiera) | P     | Jackson Mabokgwane  |
| 2  | Malawi (bandiera)    | D     | Limbikani Mzava     |
| 3  | Sudafrica (bandiera) | D     | Lehlohonolo Nonyane |
| 4  | Sudafrica (bandiera) | D     | Vincent Kobola      |
| 5  | Sudafrica (bandiera) | C     | Thanduyise Khuboni  |
| 6  | Sudafrica (bandiera) | D     | Ashraf Hendricks    |
| 9  | Zambia (bandiera)    | A     | Collins Mbesuma     |
| 10 | Sudafrica (bandiera) | C     | Bhongolwethu Jayiya |
| 11 | Sudafrica (bandiera) | C     | Aubrey Ngoma        |
| 12 | Sudafrica (bandiera) | D     | Aubrey Modiba       |
| 13 | Zambia (bandiera)    | C     | Mukuka Mulenga      |
| 14 | Sudafrica (bandiera) | C     | Cebo Meyiwa         |
| 15 | Sudafrica (bandiera) | C     | Tshidiso Tukane     |
| 16 | Sudafrica (bandiera) | P     | Bafana Nhlapo       |

| N. |                      | Ruolo | Calciatore        |
| -- | -------------------- | ----- | ----------------- |
| 17 | Sudafrica (bandiera) | C     | Given Mashikinya  |
| 20 | Sudafrica (bandiera) | A     | Judas Moseamedi   |
| 21 | Sudafrica (bandiera) | C     | Lebogang Manyama  |
| 22 | Sudafrica (bandiera) | D     | Eddie Ngalo       |
| 23 | Sudafrica (bandiera) | C     | Mpho Matsi        |
| 24 | Sudafrica (bandiera) | A     | Sibusiso Masina   |
| 25 | Sudafrica (bandiera) | C     | Potego Malatji    |
| 26 | Sudafrica (bandiera) | C     | Thabo Nodada      |
| 28 | Sudafrica (bandiera) | C     | Charlton Basson   |
| 29 | Sudafrica (bandiera) | C     | Bryce Moon        |
| 30 | Sudafrica (bandiera) | D     | Ricardo Ndiki     |
| 31 | Sudafrica (bandiera) | P     | Shu-Aib Walters   |
| 32 | Sudafrica (bandiera) | P     | Mbulelo Ngqobe    |
| 38 | Sudafrica (bandiera) | C     | Lindokuhle Mbatha |